# OpenGL utility library
Pour les articles homonymes, voir Glu (homonymie).
GLU (OpenGL Utility Library) est une bibliothèque associée à OpenGL. Elle vient compléter cette dernière en apportant quelques routines pour des opérations de plus haut niveau. Ces dernières, suivant les conventions et la syntaxe d'OpenGL, font appel à des commandes OpenGL de bas niveau. GLU apporte les fonctionnalités suivantes :
- Gestion de la matrice de projection pour mettre en place une vue orthogonale ou en perspective ;
- Gestion de la matrice de visualisation avec une routine de type « caméra » ;
- Redimensionnement d'images ;
- Construction automatique de Mipmaps ;
- Fragmentation de polygones ;
- Gestion d'objets quadriques (sphère, cylindre, disque) ;
- Gestion des courbes et des surfaces de Bézier ;
- Gestion des surfaces NURBS (Non Uniform Rational B-Spline) ;
- Vérification de la présence d'extensions OpenGL.

Cette bibliothèque fait partie de toutes les implémentations OpenGL.

## Versions
La dernière version de GLU est la 1.3. Le tableau suivant donne la correspondance entre les versions de GLU et les versions d'OpenGL associées :
| Version de GLU | Version d’OpenGL |
| -------------- | ---------------- |
| 1.0            | 1.0              |
| 1.1            | 1.0              |
| 1.2            | 1.1              |
| 1.3            | 1.2              |